# Ninja (streamer)
Pour les articles homonymes, voir Ninja (homonymie).
Tyler Blevins, dit Ninja, né le 5 juin 1991, est un streameur et youtubeur américain. En 2018, il devient très populaire grâce à ses livestreams sur Fortnite sur la plateforme Twitch. L'année suivante, alors qu'il est le plus important streameur en termes d'abonnés avec 14 millions de followers, il quitte Twitch pour Mixer, une plateforme concurrente appartenant à Microsoft. Cependant avec la fermeture de Mixer en 2020, il revient sur Twitch. 

## Biographie

### Débuts dans le streaming
Tyler Blevins commence à jouer à Halo 3 professionnellement en 2009. Il joue pour différentes équipes dont Cloud9, Renegades, Team Liquid, et Luminosity Gaming.
Ninja est d'abord streamer sur Justin.tv avant de changer de plateforme pour Twitch. Il commence à jouer à H1Z1 au début de son programme d'accès anticipé avec Steam, puis à PlayerUnknown's Battlegrounds (PUBG) quand il accède au programme Early Access de Steam. Il rejoint Luminosity Gaming en 2017 d'abord en tant que joueur de Halo, puis de H1Z1, puis de PUBG où il remporte le PUBG Gamescom Invitational au classement des 3rd Person Squads.

### Explosion de popularité
Il commence à diffuser régulièrement Fortnite et son audience commence à croître, ce qui coïncide avec la popularité croissante du jeu. En septembre 2017, Ninja compte 500 000 abonnés, et six mois après, ce nombre augmente de 250 %. En mars 2018, Ninja établit le record de Twitch.tv pour un seul stream individuel en jouant à Fortnite après avoir organisé des parties avec Drake, Travis Scott et JuJu Smith-Schuster. Puis en avril 2018, il bat son propre record de visionnage lors de son événement Ninja Vegas 2018 où il atteint une audience de 667 000 téléspectateurs en direct. En juin 2018, il remporte le tournoi pro-am lors de l'E3,.
Ninja compte près de 23.7 millions d'abonnés sur YouTube en avril 2023. Il gagne plus de 500 000 $ par mois grâce au streaming sur Fortnite et a crédité le business model free-to-play comme facteur de croissance.
Le 1er août 2019, alors qu'il domine Twitch avec 14,7 millions d'abonnés — soit plus du double que le second, shroud —, il annonce qu'il quitte Twitch pour rejoindre Mixer, la plate-forme concurrente de Microsoft. Dans son communiqué, il indique « revenir à ses racines ». Le premier stream réalisé sur Mixer a lieu le 2 août 2019. Ce live est un succès, il atteint une moyenne de 65 000 personnes en direct (20 000 plus que sur Twitch en moyenne), et reçoit 500 000 abonnés. Cependant, ce chiffre s'explique en partie par le fait que Microsoft offre 2 mois d'abonnement à la chaîne pour les nouveaux inscrits.

## Œuvres caritatives
Dans un stream de collecte de fonds pour une association tenu en février 2018, Ninja a recueilli plus de 110 000 $ pour la Fondation américaine pour la prévention du suicide. 
Lors du premier évènement Fortnite Battle Royale Esports en avril 2018, il a donné près de 50 000 $ en prix, dont 2 500 $ à l'association Alzheimer. 
Plus tard en avril, Ninja a participé à l'événement #Clips4Kids avec d'autres streamers Dr.Lupo et Timthetatman, et au total, il a aidé à amasser plus de 340 000 $. 
En septembre 2019, il donne 26 000 € à l'institut Pasteur dans le cadre du Z Event.
En 2020, Ninja et sa copine donnent 150 000 $ pour aider l'association Feeding America, mobilisée dans la lutte contre le coronavirus.

## Vie privée
Il est en couple depuis 2017 avec sa manageuse Jessica Blevins.
Sa famille a figuré dans plusieurs épisodes de l'émission télévisée Family Feud en 2015.
En 2022, il déclare vouloir faire une pause du streaming, laissant penser à un burn out.
En mars 2024, il révèle être atteint d'un cancer de la peau,.

## Filmographie
- 2021 : Free Guy de Shawn Levy : lui-même
- 2022 : Hôtel Transylvanie 4 de Derek Drymon : Monstre